# Louise d'Anhalt-Dessau
 (novembre 2024).
Ne doit pas être confondu avec Louise d'Anhalt-Dessau (1798–1858).
 Louise d'Anhalt-Dessau (en polonais : Ludwika Anhalcka), née le 10 février 1631 à Dessau et morte le 25 avril 1680 à Ohlau, est une princesse de la maison d'Anhalt, fille du prince Jean-Casimir d'Anhalt-Dessau et d'Agnès de Hesse-Cassel. Elle fut duchesse consort de Liegnitz et de duché de Brieg en Silésie par son mariage avec le duc Christian. Elle règne comme douairière sur le duché d'Ohlau de 1672 jusqu'à sa mort.

## Biographie
Louise est une fille cadette de Jean-Casimir (1596-1660), prince d'Anhalt-Dessau, et de son épouse Agnès (1606-1650), fille du landgrave Maurice de Hesse-Cassel. 

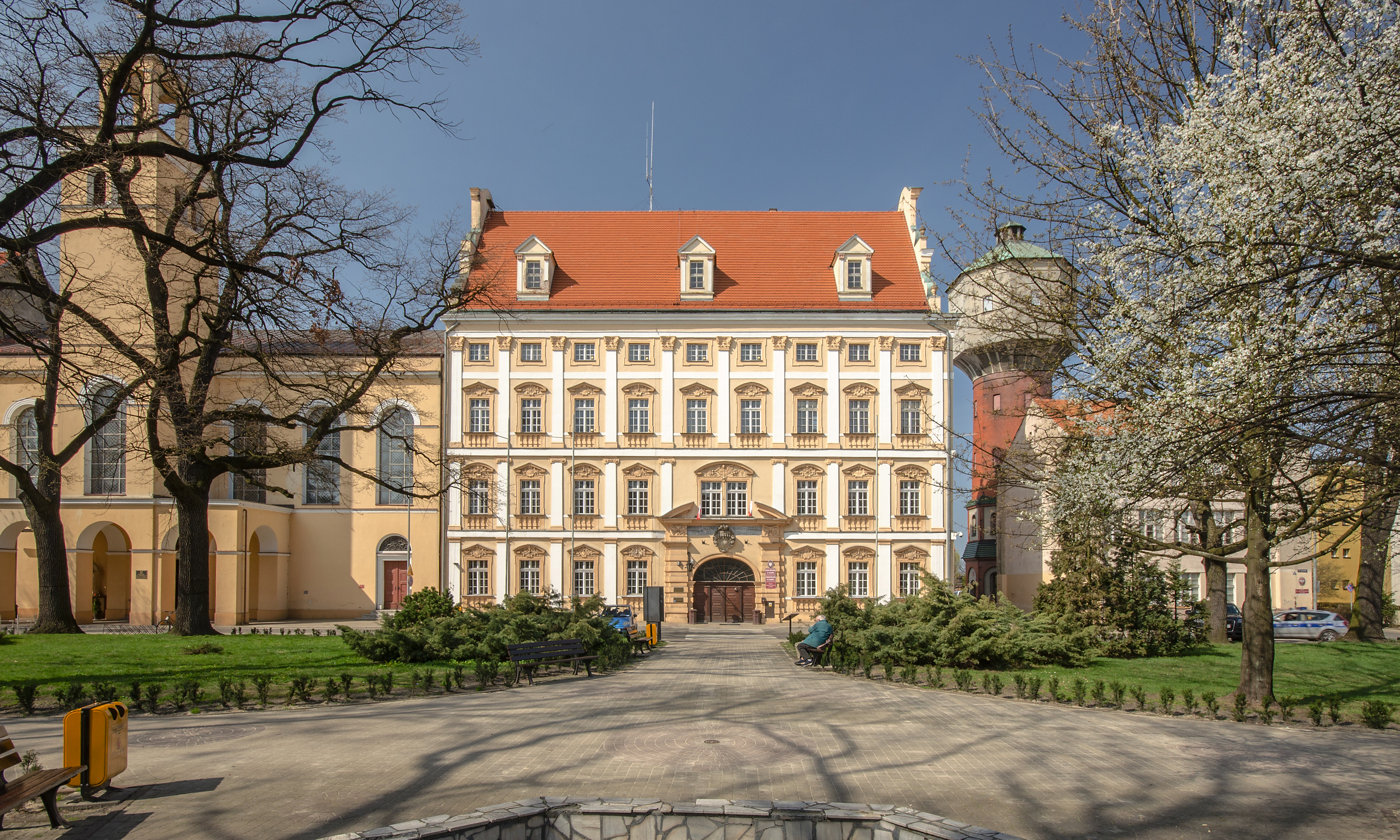
Le château d'Oława.

Le 26 novembre 1648, elle épouse à Brzeg (Brieg) le duc Christian, issu de la maison Piast, à ce temps souverain du duché silésien de Brzeg, conjointement avec ses frères aînés Georges III et Louis IV. À partir de 1653, son mari a gouverné les duchés d'Oława (Ohlau) et de Wołów (Wohlau). Le couple ducal résidait au château d'Ohlau.
Elle lui donne quatre enfants :
- Caroline (2 décembre 1652 – 14 juillet 1672), épouse secrètement le duc Frédéric de Schleswig-Holstein-Sonderbourg-Wiesenbourg (1652-1724) ;
- Louise (28 juillet 1657 – 6 février 1660) ;
- Georges-Guillaume (29 septembre 1660 – 21 novembre 1675), dernier prince Piast « Ultimus familiæ » de Silésie qui règne à Liegnitz, Brieg et Wohlau ;
- Christian-Louis (15 janvier – 27 février 1664).

La naissance d'un héritier masculin apparaît d'assurer la continuation de la lignée des Piast. Les frères de Christian moururent sans enfants en 1663 et 1664, de sorte qu'il était en possession de tous les domaines de Liegnitz et de Brieg.
En 1662, Louise a reçu l'ordre des Esclaves de la vertu des mains d'Éléonore de Nevers-Mantoue, veuve de l'empereur Ferdinand III de Habsbourg. À la mort de son mari en 1672, elle assume la régence pour son jeune fils qui meurt néanmoins à quinze ans, peu après qu'il s'est vu déclaré d'âge légal par l'empereur Léopold Ier. Les fiefs restants des Piast revinrent à la couronne de Bohême. Louise a reçu comme douaire (Oprawa wdowia) pour son veuvage la cité et le duché d'Oława où elle règne jusqu'à sa propre mort en 1680.
Pour commémorer le destin de son fils et la dynastie Piast, elle fit construire le mausolée des Piast de Silésie à l’église Saint-Jean-Baptiste de Legnica.

## Sources
- Anthony Stokvis (préf. H. F. Wijnman), Manuel d'histoire, de généalogie et de chronologie de tous les États du globe : depuis les temps les plus reculés jusqu'à nos jours, B. M. Israël, 1966 (BNF 36652888), « VIII   « Généalogie de la Maison d'Anhalt », tableau généalogiques n° 126 », p. 311.
- (en) & (de) Peter Truhart, Regents of Nations, Münich, K. G Saur, 1984, 979 p. (ISBN 359810491X, BNF 36625697), p. 2452.
- (de) Vittorio Klostermann, Europäische Stammtafeln, vol. III Tafel 11, Francfort-sur-le-Main, 2004 (ISBN 3-465-03292-6), « Die Herzoge von Liegnitz, Brieg und Wohlau 1586-1675 des Stammes der Piasten ».